# William Knight (pirata)
William Knight (fl. 1684-1689) fue un bucanero y pirata de origen inglés del siglo XVII conocido por unirse a las expediciones corsarias contra las colonias españolas en América Central y del Sur.

## Biografía
Knight pudo haber vivido en la ciudad de Port Royal, Jamaica desde 1675, pero sólo se tiene noticias de él en septiembre de 1684, en que Knight y otros 50 hombres partieron para asaltar a los españoles en sus colonias, cruzaron el istmo de Panamá y construyeron canoas una vez que llegaron a la costa del Océano Pacífico. Algunos de sus marineros se separaron, uniéndose a Francis Townley, Edward Davis y Charles Swan, así como a los bucaneros franceses bajo el mando de Francois Grogniet y Jean L'Escuyer. Knight y el resto de su tripulación navegaron frente a las costas de El Salvador y Ecuador y luego se reencontraron con el grupo más grande en marzo de 1685.
El grupo de bucaneros se enfrentó a una flota española en junio de 1685, pero se vieron obligados a retirarse. Los contingentes inglés y francés se culparon mutuamente y posteriormente se separaron después de un asalto fallido a la provincia de Remedios, Panamá. Knight, Swan, Townley y Peter Harris partieron en julio para atacar Nicaragua, saqueando las ciudades de León y Realejo pero con poco que mostrar.
Davis y Knight partieron hacia Perú en septiembre y asaltaron sus costas hasta 1686. Ese marzo allanaron el distrito de Sana, llevándose 100.000 pesos oro (25.000 libras esterlinas). Esta fue una de las capturas más ricas de la era bucanera.  Una incursión en la provincia de Paita tuvo menos éxito, pero recogieron tripulación adicional cuando se les unieron casi 40 esclavos liberados. Continuaron sus incursiones durante el verano, recaudando otras 5.000 libras esterlinas en julio como rescate de la ciudad de pisco  Después de dividir su botín en las Islas Juan Fernández en noviembre (donde cada hombre recibió 5000 piezas de a ocho, o £ 1250), Knight regresó al mar Caribe a través del Cabo de Hornos. La tripulación de Davis eligió quedarse en el Pacífico y continuar sus incursiones, después de haber perdido gran parte del botín; saquearon la ciudad de Arica en Chile y luego ayudaron a un contingente francés bajo el mando de Pierre Le Picard a tomar Guayaquil. 
Knight posiblemente se instaló en el estado de Virginia después de regresar, aunque en 1688 fue llamado a dar testimonio en Jamaica contra los bucaneros franceses que habían navegado con Townley.  El explorador y bucanero inglés William Dampier (que había navegado con Davis) informó sobre un tal "Capitán Knight" activo en el Océano Índico en 1689, que se asoció con algunos miembros de la tripulación de Swan del Cygnet. Navegaron desde las provincias de Acheen y Johanna antes de desviar a algunos tripulantes en Coromandel . Dadas las fechas y la asociación con Dampier, Davis y la tripulación de Swan, este pudo haber sido William Knight. 